# Caso del perro marrón

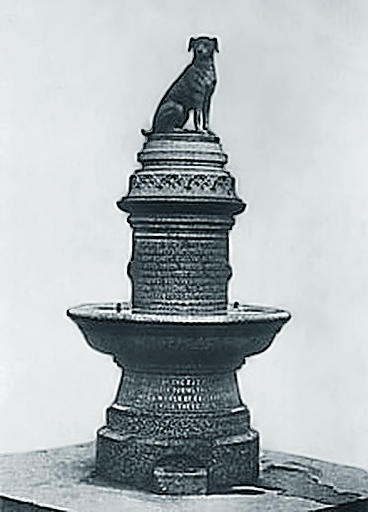
Este monumento original del perro marrón fue erigido en Battersea en 1906. La estatua fue desmantelada y presuntamente destruida en 1910, después de los disturbios. Se colocó una nueva estatua del perro en Battersea Park en 1985.

El caso del perro marrón (en inglés, Brown Dog affair) fue una controversia política sobre la vivisección que se desarrolló en la Inglaterra eduardina de 1903 a 1910. Implicó la infiltración en las conferencias médicas de la Universidad de Londres de mujeres activistas suecas, batallas campales entre estudiantes de medicina y la policía, protección policial para la estatua de un perro, un juicio por difamación en los Reales Tribunales de Justicia y el establecimiento de una Comisión Real para investigar el uso de animales en experimentos. El caso se convirtió en una causa célebre que habría dividido al país.
La controversia se originó en febrero de 1903 por acusaciones a William Bayliss del Departamento de Fisiología de la University College de Londres, quien había realizado una disección ilegal ante una audiencia de estudiantes de medicina en un terrier marrón —adecuadamente anestesiado, según Bayliss y su equipo, consciente y luchando, según las activistas suecas—. El procedimiento fue condenado por cruel e ilícito por la Sociedad Nacional Anti-vivisección. Bayliss, cuya investigación en perros llevó al descubrimiento de las hormonas, estaba indignado por el ataque contra su reputación. Demandó al libelo y ganó.
Los activistas antiviviseccionistas mandaron elaborar una estatua de bronce del perro como un monumento, desvelado en Battersea en 1906; pero, los estudiantes de medicina se molestaron por esta placa conmemorativa — "Hombres y mujeres de Inglaterra, ¿cuánto tiempo deberán durar estas cosas?"— lo que llevó al vandalismo frecuente del monumento y a la necesidad de una guardia policial vigilando durante las 24 horas contra los denominados "anti-perros" (antidoggers). El 10 de diciembre de 1907, mil manifestantes "anti-perros" marcharon por el centro de Londres, enfrentándose con suffragettes, sindicatos y 400 oficiales de policía en Trafalgar Square, en parte de una serie de batallas que se hicieron conocidas como los "Disturbios del Perro Marrón".
Harto de la controversia, el concejo edil de Battersea retiró la estatua en 1910 durante la noche, tras lo cual supuestamente fue destruida, a pesar de una petición en su favor firmada por 20.000 personas. Más de 70 años después, los grupos anti-vivisección encargaron una nueva estatua del perro marrón y esta fue erigida en el Battersea Park en 1985.

## Antecedentes

### Política

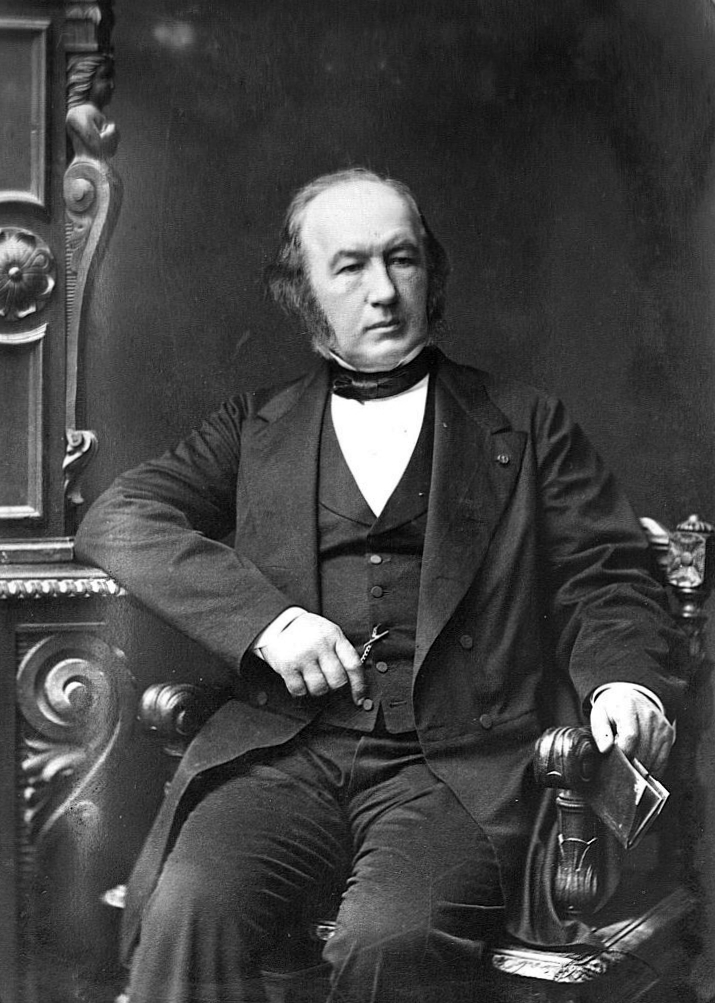
Claude Bernard, considerado el padre de la Fisiología, escribió que "la ciencia de la vida es una magnífica sala deslumbrantemente iluminada que puede ser alcanzada solo atravesando una larga y horrible cocina.".

Walter Gratzer, profesor emérito de Bioquímica en el King's College de Londres, escribió que una oposición poderosa a la vivisección crecía en Inglaterra durante el reinado de Victoria I, representada tanto en la Cámara de los Comunes como en la Cámara de los Lores. En ese momento, la palabra "vivisección" era usada para describir la disección de animales vivos, sea con o sin anestesia, a menudo en frente de audiencias de estudiantes de medicina. En la actualidad, el término es utilizado más ampliamente para incluir otros tipos de experimentación con animales, en particular, cualquier experimento invasivo.

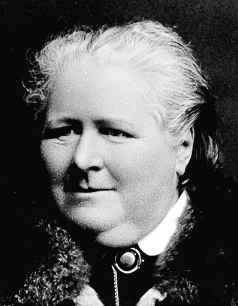
Frances Power Cobbe fundó la Sociedad Nacional Anti-vivisección en 1875.

Según Gratzer, reconocidos fisiólogos, como Claude Bernard y Charles Richet en Francia, y Michael Foster y Burdon Sanderson en Inglaterra eran frecuentemente objeto de críticas por el trabajo que realizaban. Bernard fue objeto particular de abuso violento, incluso de miembros de su propia familia. Parece haber compartido su disgusto, al escribir que "la ciencia de la vida es una magnífica sala deslumbrantemente iluminada que puede ser alcanzada solo atravesando una larga y horrible cocina." Gratzer informó que los anti-viviseccionistas británicos se infiltraron en las conferencias en París del profesor de Bernard, François Magendie, donde los animales eran amarrados sobre tablas para ser diseccionados, mientras Magendie supuestamente gritaba a los perros que luchaban: "Tais-toi, pauvre bête!" (¡Cállate, pobre bestia!)
La Sociedad Nacional Anti-vivisección británica fue fundada en diciembre de 1875 por Frances Power Cobbe, una activa feminista y de los derechos de los animales, en una época en que se producían alrededor de 300 experimentos en animales cada año en el Reino Unido. La oposición a la vivisección llevó al gobierno a establecer la primera Comisión Real sobre la vivisección en julio de 1875, la cual recomendó que se promulgara legislación que la controlara; la segunda Comisión Real fue instaurada en 1906 a causa del Caso del perro marrón. La primera comisión llevó a la Ley sobre crueldad a animales de 1876 —criticada por la Sociedad Nacional Anti-vivisección como "infame, pero bien nombrada"—, la cual legalizó e intentó poner límites a la práctica. La ley se mantuvo vigente por 110 años hasta que fue reemplazada por la Ley de procedimientos científicos sobre animales (1986), la cual es objeto de una crítica similar por parte del moderno movimiento de defensa animal.
La Ley sobre crueldad a animales estipulaba que los investigadores no podían ser procesados por crueldad, pero que los animales debían estar anestesiados, a menos que la anestesia interfiriera con el objetivo del experimento; situación que podía producirse solo una vez, aunque estaban permitidos varios procedimientos entendidos como parte del mismo experimento; y que el animal debía ser eliminado cuando el estudio estuviera finalizado, a menos que hacerlo frustrara la finalidad del experimento. Bajo esta ley, los procesos solo podían iniciarse con la aprobación del Home Secretary, en la época Aretas Akers-Douglas, quien no simpatizaba con la causa anti-viviseccionista.